# The Rookie: Feds
The Rookie: Feds är en amerikansk kriminal- och dramaserie vars första säsong hade premiär den 27 september 2022. Första säsongen bestod av 22 avsnitt. Serien har blivit förnyad med en andra säsong. Serien är skapad av Alexi Hawley och Terence Paul Winter som även medverkat i skrivandet av seriens manus.

## Handling
Serien utspelar sig i Los Angeles och kretsar kring Simone Clark som är den äldsta nykomlingen i FBI-akademien.

## Rollista i urval
- Niecy Nash-Betts - Simone Clark
- Frankie Faison - Christopher "Cutty" Clark
- James Lesure - Carter Hope
- Britt Robertson - Laura Stensen
- Felix Solis - Matthew "Matt" Garza
- Kevin Zegers - Brendon Acres
- Courtney Ford - Tracy Chiles
- Jessica Betts - DJ
- Thomas Dekker - Eli Reynolds
- Eric Roberts - Josh Reynolds
- Wallace Langham - Alan Brady
- Teddy Sears - George Rice
- Donna Mills - Layla Laughlin
- Carlos Leal - Tobias Kazan
- Nathan Fillion - John Nolan
- Alyssa Diaz - Angela Lopez
- Brent Huff - Quigley "Smitty" Smith
- Melissa O'Neil - Lucy Chen
- Eric Winter - Tim Bradford
- Richard T. Jones - Wade Grey
- Shawn Ashmore - Wesley Evers